# Thomas M. Disch
Thomas Michael Disch (Des Moines, 2 febbraio 1940 – New York, 4 luglio 2008) è stato uno scrittore e poeta statunitense.

## Biografia
Cresciuto nel Minnesota, per un anno (1946) ricevé l'educazione scolastica dalla madre Helen. La sua prima formazione avvenne comunque in istituti d'ispirazione cattolica, almeno fin quando, trasferitosi con la famiglia alle Twin Cities del Minnesota (1953), passo' alle scuole pubbliche. Fu in tale contesto che Disch sviluppò la sua passione per la letteratura, con uno spiccato entusiasmo nei confronti della poesia, da lui stesso descritta come un passaggio decisivo per la sua scelta professionale, del teatro e della fantascienza.
Nel 1960 si trasferì a New York per frequentarvi l'università, abbandonata dopo due anni in seguito alla pubblicazione del primo racconto The Double-Timer. Prima di diventare scrittore professionista fu comunque impiegato in banca, nelle pompe funebri, in un'agenzia pubblicitaria e collezionò anche una breve e poco felice esperienza nelle forze armate. Il suo stesso approdo alla scrittura fu graduale: lungo il suo itinerario fra i più disparati mestieri egli ebbe modo di lavorare ai margini dell'arte e della letteratura, tra guardaroba di teatro, librerie, copy editors e dintorni.
Pur avendo vissuto quasi sempre a New York, numerosi sono stati i suoi soggiorni in Messico e in varie zone dell'Europa, in particolare a Londra dove Disch entrò in contatto con l'ambiente letterario che gravitava intorno alla rivista «New Worlds», ricavandone gli spunti per buona parte delle sue creazioni posteriori. Tant'è che egli, dopo gli esordi, incominciò ad approfondire il proprio sperimentalismo assumendo un ruolo di primo piano nella diffusione delle nuove tendenze della fantascienza a partire dagli anni sessanta.
Uno dei suoi primi risultati innovativi fu il romanzo Campo Archimede (Camp Concentration, 1968) che narra di un campo di concentramento dove è rinchiusa ogni sorta di ribelli e di trasgressori; tali detenuti sono stati contagiati con un morbo affine alla sifilide, che porta ad un incremento dell'intelligenza e più tardi alla morte. Ugualmente rappresentativi alcuni racconti come ad esempio Riva d'Asia (The Asian Shore, 1970), il cui protagonista, dopo aver preso coscienza dell'arbitrarietà dei codici imposti dai mass media e dalle convenzioni, vede disgregarsi la propria personalità. Una parte significativa della breve produzione di Disch si trova in originale nelle raccolte Under Compulsion (1968), Getting into Death (1973) e Getting into Death and Other Stories (1977), oppure, in italiano, ne La signora degli scarafaggi e altri 22 racconti (1984).
Tra gli altri romanzi del decennio figurano Gomorra e dintorni (The Genocides, 1965), storia apocalittica con varie allusioni al Vecchio Testamento,Umanità al guinzaglio (Mankind Under the Leash, 1966), espansione del precedente racconto White Fang Goes Dingo (1965), Terra all'infinito (Echo Round His Bones, 1967) e The Prisoner (1969), romanzo spin-off del noto telefilm Il prigioniero.
Con ironia e cinismo, ha ritratto la vita anche quotidiana delle società avanzate trasposta in angosciosi, ma generalmente prossimi futuri facendo uso simbolico di elementi come il corpo e sfruttando immagini derivanti dalla politica; la sua posizione nei confronti della realtà parzialmente trasfigurata dalla sua scrittura appare però refrattaria nei confronti di ideali politici, morali o religiosi, mentre le sue trame risentono di una sorta di attrazione verso il catastrofismo. Accostato spesso alla new wave, in realtà Disch, come Zelazny, sembra poco influenzato dal tipo di sperimentazione stilistica portato avanti dai primi esponenti di tale corrente; nel tempo egli si è scoperto incline, piuttosto, ad una scrittura valorizzata dalla solidità e dall'eleganza, nonché retta da un'ampia partecipazione culturale. Queste caratteristiche si rilevano negli scritti migliori sia degli anni sessanta sia del decennio successivo, che vide la pubblicazione di Le ali della mente (On Wings of Song, 1979) e soprattutto di 334 (334, 1972), dove il senso di disfacimento, l'analisi della violenza e l'abituale pessimismo convergono in una fusione di racconti dall'elevato valore letterario e concettuale.
A partire dagli anni ottanta Disch si è di fatto allontanato dalla fantascienza, lavorando come critico teatrale di «The Nation» e «The New York Times» e giungendo ad escursioni o comunque contaminazioni che muovono dall'horror alla fantasy e al romanzo gotico: Il taumaturgo (The M.D., 1991), Il prete (The Priest, 1994), La strega (The Sub, 1999).
Il suo famoso libro The Brave Little Toaster (1986), espansione di un precedente racconto nonché rielaborazione di un'opera dei fratelli Grimm, scritto da Disch con l'intenzione di realizzare una satira del sentimentalismo, è divenuto nel 1987 un musical animato di successo: Le avventure del piccolo tostapane. Il suo saggio sulla fantascienza The Dreams Our Stuff Is Made of (1998) ha ricevuto lusinghieri apprezzamenti; un suo testo teatrale, The Cardinal Detoxes (1990), è stato duramente contestato dalla Chiesa cattolica negli USA.
Con il nome di Tom Disch, l'autore è molto noto anche come poeta: la sua prima pubblicazione nel campo fu Echo and Narcissus, apparso sul «Minnesota Review» nell'estate del 1964. In seguito sono uscite diverse sue raccolte, tra cui The Right Way to Figure Plumbing (1972), Yes, Let's: New and Selected Poems (1989), Dark Verses and Light (1991).
Disch è stato, inoltre, curatore di alcune antologie e della rivista di poesia «Ronald Reagan. The Magazine of Poetry», quest'ultima insieme con John Sladek; nel 1987 collaborò con la Cognetics Corp. e l'Electronic Arts per lo sviluppo del videogioco Amnesia.
Si suicidò il 4 luglio 2008; da tempo soffriva di depressione.

## Opere

### Serie
The Brave Little Toaster
- The Brave Little Toaster (1986)
- The Brave Little Toaster Goes to Mars (1988)

### Romanzi
- The Genocides (1965) trad. it. Gomorra e dintorni Urania 449, Arnoldo Mondadori Editore, Milano 1966; Classici-Fantascienza 12, Arnoldo Mondadori Editore, Milano 1978
- Mankind Under the Leash (1966) anche come The Puppies of Terra (in un'edizione del 1977) trad. it. Umanità al guinzaglio Galassia 212, La Tribuna, Piacenza 1976
- The House That Fear Built (firmato come Cassandra Knye) (1966)
- Echo Round His Bones (1967) trad. it. Terra all'infinito Galassia 118, La Tribuna, Piacenza 1970; insieme a Campo Archimede Bigalassia 16, La Tribuna, Piacenza 1973
- Black Alice (firmato come Thom Demijohn) (1968)
- Camp Concentration (1968) trad. it. Campo Archimede Galassia 160, La Tribuna, Piacenza 1972; insieme a Terra all'infinito Bigalassia 16, La Tribuna, Piacenza 1973; Classici Urania 147, Arnoldo Mondadori Editore, Milano 1989
- Alfred the Great (firmato come Victor Hastings) (1969)
- The Prisoner (1969) anche come I Am Not a Number!
- 334 (1972) trad. it. 334 Futuro. Biblioteca di Fantascienza 25, Fanucci Editore, Roma 1976; Biblioteca di Fantascienza 21, Fanucci Editore, Roma 1989
- Clara Reeve (firmato come Leonie Hargrave) (1975)
- On Wings of Song (1979) trad. it. Le ali della mente Uraniargento 13, Arnoldo Mondadori Editore, Milano 1996
- Neighboring Lives (con Charles Naylor, 1980) anche come Neighbouring Lives
- The Businessman: A Tale of Terror (1984)
- The Tale of Dan de Lion (1986)
- The Silver Pillow: A Tale of Witchcraft (1987)
- The M.D.: A Horror Story (1991) trad. it. Il taumaturgo Narrativa 198, Sperling & Kupfer, Milano 1995
- The Priest: A Gothic Romance (1994) trad. it. Il prete Dark 2, Fanucci Editore, Roma 2001
- The Sub: A Study in Witchcraft (1999) trad. it. La strega Collezione Immaginario. Dark 11, Fanucci Editore, Roma 2003
- The Word of God (2008)

### Racconti
- The Double-Timer (1962)
- Final Audit (1963) trad. it. Controllo finale in 102 bombe H di Thomas M. Disch, Galassia 183, La Tribuna, Piacenza 1973; in Thomas l'incredulo-102 bombe H di Thomas M. Disch, Bigalassia 38, La Tribuna, Piacenza 1977
- Assassin and Son (1964) trad. it. Assassino e Figlio in 102 bombe H di Thomas M. Disch, Galassia 183, La Tribuna, Piacenza 1973; in Thomas l'incredulo-102 bombe H di Thomas M. Disch, Bigalassia 38, La Tribuna, Piacenza 1977
- Descending (1964) trad. it. Scendendo in Storie del bene e del male, Urania 462, Arnoldo Mondadori Editore, Milano 1967; in Scendendo. Romanzi e racconti di fantascienza sotterranea a cura di Fruttero e Lucentini, Omnibus, Arnoldo Mondadori Editore, Milano 1977; in La signora degli scarafaggi di Thomas M. Disch, Urania 750, Arnoldo Mondadori Editore, Milano 1978; in La signora degli scarafaggi e altri 22 racconti di Thomas M. Disch, Serie Urania Blu 2, Arnoldo Mondadori Editore, Milano 1984; in Il quarto libro della fantascienza a cura di Fruttero e Lucentini, Supercoralli, Einaudi, Torino 1991; in Il quarto libro della fantascienza a cura di Fruttero e Lucentini, Einaudi Tascabili. Letteratura 115, Einaudi, Torino 1992
- Minnesota Gothic (1964) trad. it. Minnesota Gothic in 102 bombe H di Thomas M. Disch, Galassia 183, La Tribuna, Piacenza 1973; in Thomas l'incredulo-102 bombe H di Thomas M. Disch, Bigalassia 38, La Tribuna, Piacenza 1977
- Nada (1964) trad. it. Nada in Thomas l'incredulo di Thomas M. Disch, Galassia 170, La Tribuna, Piacenza 1972; in Creature note e ignote, Urania 658, Arnoldo Mondadori Editore, Milano 1974; in Thomas l'incredulo-102 bombe H di Thomas M. Disch, Bigalassia 38, La Tribuna, Piacenza 1977; in La signora degli scarafaggi di Thomas M. Disch, Urania 750, Arnoldo Mondadori Editore, Milano 1978; in La signora degli scarafaggi e altri 22 racconti di Thomas M. Disch, Serie Urania Blu 2, Arnoldo Mondadori Editore, Milano 1984
- Now Is Forever (1964) trad. it. Ora e per sempre in Thomas l'incredulo di Thomas M. Disch, Galassia 170, La Tribuna, Piacenza 1972; in Thomas l'incredulo-102 bombe H di Thomas M. Disch, Bigalassia 38, La Tribuna, Piacenza 1977
- Thesis on Social Forms and Social Controls in the USA (1964)
- 102 H-Bombs (1965) trad. it. 102 bombe H in 102 bombe H di Thomas M. Disch, Galassia 183, La Tribuna, Piacenza 1973; in Thomas l'incredulo-102 bombe H di Thomas M. Disch, Bigalassia 38, La Tribuna, Piacenza 1977
- Come to Venus Melancholy (1965) trad. it. Vieni a Venere, malinconia in 102 bombe H di Thomas M. Disch, Galassia 183, La Tribuna, Piacenza 1973; in Thomas l'incredulo-102 bombe H di Thomas M. Disch, Bigalassia 38, La Tribuna, Piacenza 1977
- The Roaches (1965) trad. it. Gli scarafaggi su Robot 16/17, Armenia Editore, Milano 1977; Raccolta Robot 7, Armenia Editore, Milano 1978; in Il colore del male (The Dark Descent, 1987) a cura di David G. Hartwell, Le Grandi Antologie dell'Horror 1, Armenia Editore, Milano 1989; in Il colore del male (The Dark Descent, 1987) a cura di David G. Hartwell, Euroclub, Milano 1990; in Il colore del male (The Dark Descent, 1987) a cura di David G. Hartwell, Club degli Editori, Milano 1990; in Il colore del male (The Dark Descent, 1987) a cura di David G. Hartwell, Armenia Editore, Milano 2003; come La signora degli scarafaggi in La signora degli scarafaggi di Thomas M. Disch, Urania 750, Arnoldo Mondadori Editore, Milano 1978; in La signora degli scarafaggi e altri 22 racconti di Thomas M. Disch, Serie Urania Blu 2, Arnoldo Mondadori Editore, Milano 1984; in Il quarto libro della fantascienza a cura di Fruttero e Lucentini, Supercoralli, Einaudi, Torino 1991; in Il quarto libro della fantascienza a cura di Fruttero e Lucentini, Einaudi Tascabili. Letteratura 115, Einaudi, Torino 1992
- The Vamp (1965) trad. it. La vamp in 102 bombe H di Thomas M. Disch, Galassia 183, La Tribuna, Piacenza 1973; in Thomas l'incredulo-102 bombe H di Thomas M. Disch, Bigalassia 38, La Tribuna, Piacenza 1977
- Cephalotron (1966) trad. it. id. Cephalotron in Progetto uomo a cura di Federico Valli, Il Fantalibro. I capolavori della fantascienza 5, De Carlo Editore, Milano 1970
- Doubting Thomas (1966) trad. it. Thomas l'incredulo in Thomas l'incredulo di Thomas M. Disch, Galassia 170, La Tribuna, Piacenza 1972; in Thomas l'incredulo-102 bombe H di Thomas M. Disch, La Tribuna, Piacenza 1977
- Five Eggs (1966) trad. it. Cinque uova in Alieni! 11 incontri ravvicinati di tipo molto particolare a cura di Gianni Montanari, Biblioteca Universale Rizzoli 777, Rizzoli, Milano 1990
- Fun with Your New Head (1966) trad. it. Divertitevi con la vostra nuova testa in La signora degli scarafaggi di Thomas M. Disch, Urania 750, Arnoldo Mondadori Editore, Milano 1978; in La signora degli scarafaggi e altri 22 racconti di Thomas M. Disch, Serie Urania Blu 2, Arnoldo Mondadori Editore, Milano 1984
- The Squirrel Cage (1966) trad. it. La gabbia dello scoiattolo in Thomas l'incredulo di Thomas M. Disch, Galassia 170, La Tribuna, Piacenza 1972; in Thomas l'incredulo-102 bombe H di Thomas M. Disch, Bigalassia 38, La Tribuna, Piacenza 1977; in La signora degli scarafaggi di Thomas M. Disch, Urania 750, Arnoldo Mondadori Editore, Milano 1978; in La signora degli scarafaggi e altri 22 racconti Serie Urania Blu, Arnoldo Mondadori Editore, Milano 1984
- Moondust, the Smell of Hay, and Dialectical Materialism (1967) trad. it. Una buona ragione per morire in appendice a Il tiranno dei mondi di Isaac Asimov, Urania 485, Milano 1968; come Polvere di luna, profumo di fieno e materialismo dialettico in La signora degli scarafaggi di Thomas M. Disch, Urania 750, Arnoldo Mondadori Editore, Milano 1978; in La signora degli scarafaggi e altri 22 racconti di Thomas M. Disch, Serie Urania Blu 2, Arnoldo Mondadori Editore, Milano 1984
- Invaded by Love (1966) trad. it. Traboccanti d'amore in 102 bombe H di Thomas M. Disch, Galassia 183, La Tribuna, Piacenza 1973; in Thomas l'incredulo-102 bombe H di Thomas M. Disch, Bigalassia 38, La Tribuna, Piacenza 1977
- The Affluence of Edwin Lollard (1967) trad. it. La ricchezza di Edwin Lollard in 102 bombe H di Thomas M. Disch, Galassia 183, La Tribuna, Piacenza 1973; in Thomas l'incredulo-102 bombe H di Thomas M. Disch, Bigalassia 38, La Tribuna, Piacenza 1977
- Casablanca (1967) trad. it. Casablanca in Thomas l'incredulo di Thomas M. Disch, Galassia 170, Piacenza 1972; in Thomas l'incredulo-102 bombe H di Thomas M. Disch, Bigalassia 38, La Tribuna, Piacenza 1977; in La signora degli scarafaggi di Thomas M. Disch, Urania 750, Arnoldo Mondadori Editore, Milano 1978; in La signora degli scarafaggi e altri 22 racconti di Thomas M. Disch, Serie Urania Blu 2, Arnoldo Mondadori Editore, Milano 1984
- The Contest (1967) trad. it. La gara in La signora degli scarafaggi di Thomas M. Disch, Urania 750, Arnoldo Mondadori Editore, Milano 1978; in La signora degli scarafaggi e altri 22 racconti di Thomas M. Disch, Serie Urania Blu 2, Arnoldo Mondadori Editore, Milano 1984
- The Empty Room (1967) trad. it. La stanza vuota in La stanza vuota di Thomas M. Disch, Urania 752, Arnoldo Mondadori Editore, Milano 1978; in La signora degli scarafaggi e altri 22 racconti di Thomas M. Disch, Serie Urania Blu 2, Arnoldo Mondadori Editore, Milano 1984
- Linda and Daniel and Spike (1967) trad. it. Linda, Daniel e Spike in 102 bombe H di Thomas M. Disch, Galassia 183, La Tribuna, Piacenza 1973; in Thomas l'incredulo-102 bombe H di Thomas M. Disch, Bigalassia 38, La Tribuna, Piacenza 1977; in La signora degli scarafaggi di Thomas M. Disch, Urania 750, Arnoldo Mondadori Editore, Milano 1978; in La signora degli scarafaggi e altri 22 racconti di Thomas M. Disch, Serie Urania Blu 2, Arnoldo Mondadori Editore, Milano 1984
- The Number You Have Reached (1967) trad. it. Il numero che hai raggiunto in Il computer sotto il mondo (World's Best Science Fiction, 1968) a cura di D. A. Wollheim e Terry Carr, Science Fiction Book Club 44, La Tribuna, Piacenza 1972; come Il numero a cui siete arrivati in La signora degli scarafaggi di Thomas M. Disch, Urania 750, Arnoldo Mondadori Editore, Milano 1978; in La signora degli scarafaggi e altri 22 racconti di Thomas M. Disch, Serie Urania Blu 2, Arnoldo Mondadori Editore, Milano 1984
- Problems of Creativeness (1967) - rielaborato e inserito in 334 col titolo The Dead of Socrates (it. La morte di Socrate)
- 1-A (1968) trad. it. 1-A in La signora degli scarafaggi di Thomas M. Disch, Urania 750, Arnoldo Mondadori Editore, Milano 1978; in La signora degli scarafaggi e altri 22 racconti di Thomas M. Disch, Serie Urania Blu 2, Arnoldo Mondadori Editore, Milano 1984
- The City of Penetrating Light (1968) trad. it. La città della luce penetrante in La signora degli scarafaggi di Thomas M. Disch, Urania 750, Arnoldo Mondadori Editore, Milano 1978; in La signora degli scarafaggi e altri 22 racconti di Thomas M. Disch, Serie Urania Blu 2, Arnoldo Mondadori Editore, Milano 1984
- Flight Useless, Inexorable the Pursuit (1968) trad. it. Inutile fuga, inesorabile inseguimento in Cristalli di futuro (The New Tomorrows, 1971) di Norman Spinrad, Galassia 211, La Tribuna, Piacenza 1976
- X-Yes (1969) trad. it. X-Yes in La stanza vuota di Thomas M. Disch, Urania 752, Arnoldo Mondadori Editore, Milano 1978; in La signora degli scarafaggi e altri 22 racconti di Thomas M. Disch, Serie Urania Blu 2, Arnoldo Mondadori Editore, Milano 1984
- The Asian Shore (1970) trad. it. Riva d'Asia in La stanza vuota di Thomas M. Disch, Urania 752, Arnoldo Mondadori Editore, Milano 1978; in La signora degli scarafaggi e altri 22 racconti di Thomas M. Disch, Serie Urania Blu 2, Arnoldo Mondadori Editore, Milano 1984; come La costa asiatica in Il colore del male (The Dark Descent, 1987) a cura di David G. Hartwell, Le Grandi Antologie dell'Horror 1, Armenia Editore, Milano 1989; in Il colore del male (The Dark Descent, 1987) a cura di David G. Hartwell, Euroclub, Milano 1990; in Il colore del male (The Dark Descent, 1987) a cura di David G. Hartwell, Club degli Editori, Milano 1990; in Il colore del male (The Dark Descent, 1987) a cura di David G. Hartwell, Armenia Editore, Milano 2003
- The Birds (1970) trad. it. Gli uccelli in La stanza vuota di Thomas M. Disch, Urania 752, Arnoldo Mondadori Editore, Milano 1978; in La signora degli scarafaggi e altri 22 racconti di Thomas M. Disch, Serie Urania Blu 2, Arnoldo Mondadori Editore, Milano 1984
- His Own Kind (1970) trad. it. Una storia di lupi su Robot 1, Armenia Editore, Milano 1976; Raccolta Robot 1, Armenia Editore, Milano 1977; come La sua razza in I signori dei lupi a cura di Gianni Pilo, I Miti di Cthulhu 24, Fanucci Editore, Roma 1988; in Storie di lupi mannari a cura di Gianni Pilo, Grandi Tascabili Economici: I Mammut 27, Newton & Compton, Roma 1994
- Angouleme (1971)
- Feathers from the Wings of an Angel (1971) trad. it. Piume dalle ali di un angelo in Thomas l'incredulo di Thomas M. Disch, Galassia 170, La Tribuna, Piacenza 1972; in Thomas l'incredulo-102 bombe H di Thomas M. Disch, Bigalassia 38, La Tribuna, Piacenza 1977; come Piuma dalle ali di un angelo in La stanza vuota di Thomas M. Disch, Urania 752, Arnoldo Mondadori Editore, Milano 1978; in La signora degli scarafaggi e altri 22 racconti di Thomas M. Disch, Serie Urania Blu 2, Arnoldo Mondadori Editore, Milano 1984
- Let Us Quickly Hasten to the Gate of Ivory (1971) trad. it. Affrettiamoci verso l'Eburnea Porta in Thomas l'incredulo di Thomas M. Disch, Galassia 170, La Tribuna, Piacenza 1971; in Thomas l'incredulo-102 bombe H di Thomas M. Disch, Bigalassia 38, La Tribuna, Piacenza 1977; come Affrettiamoci alla porta d'avorio in La stanza vuota di Thomas M. Disch, Urania 752, Arnoldo Mondadori Editore, Milano 1978; in La signora degli scarafaggi e altri 22 racconti di Thomas M. Disch, Serie Urania Blu 2, Arnoldo Mondadori Editore, Milano 1984; come «Affrettiamoci verso il cancello d'avorio» in Top Fantasy. Il meglio della letteratura fantastica (Top Fantasy, 1985) a cura di Josh Pachter, Narrativa, Reverdito Editore, Gardolo di Trento 1989
- The Beginning of April or the End of March (1971) trad. it. Principio di Marzo o fine di Aprile in appendice a Gli orrori di Omega di Robert Sheckley, Urania 581, Arnoldo Mondadori Editore, Milano 1971; come Principio d'aprile o fine di marzo in La signora degli scarafaggi di Thomas M. Disch, Urania 750, Arnoldo Mondadori Editore, Milano 1978; in La signora degli scarafaggi e altri 22 racconti di Thomas M. Disch, Serie Urania Blu 2, Arnoldo Mondadori Editore, Milano 1984; in 25 racconti che hanno fatto Urania, Arnoldo Mondadori Editore, Milano 1989
- Things Lost (1972)
- Apollo (1973) trad. it. Apollo in La stanza vuota di Thomas M. Disch, Urania 753, Arnoldo Mondadori Editore, Milano 1978; in La signora degli scarafaggi e altri 22 racconti di Thomas M. Disch, Serie Urania Blu 2, Arnoldo Mondadori Editore, Milano 1984
- Death and the Single Girl (1973) trad. it. La morte e la ragazza sola in La stanza vuota di Thomas M. Disch, Urania 752, Arnoldo Mondadori Editore, Milano 1978; in La signora degli scarafaggi e altri 22 racconti di Thomas M. Disch, Serie Urania Blu 2, Arnoldo Mondadori Editore, Milano 1984; come Il signor Morte e la ragazza sola in Se mi tocchi ho un brivido (I Shudder at Your Touch, 1991) a cura di Michele Slung, La Gaja Scienza 380, Longanesi & C., Milano 1992; in Se mi tocchi ho un brivido (I Shudder at Your touch, 1991) a cura di Michele Slung, Edizione Club, Milano 1993; in Se mi tocchi ho un brivido (I Shudder at Your Touch, 1991) a cura di Michele Slung, TEADue 258, Editori Associati, Milano 1994
- Pyramids in Minnesota. A Serious Proposal (1973) trad. it. Piramidi nel Minnesota. Una proposta seria in Domani andrà meglio a cura di Thomas M. Disch, Fantapocket 18, Longanesi & C., Milano 1977
- Mystery Diet of the Gods. A Revelation (con John Sladek, 1976) trad. it. Svelata la dieta degli dei! in Nuove costellazioni a cura di Thomas M. Disch e Charles Naylor, Robot 32, Armenia Editore, Milano 1978; Raccolta Robot 18, Armenia Editore, Milano 1980
- Planet of the Rapes (1977) trad. it. Il pianeta dello stupro in Millemondiestate 1988: 2 romanzi brevi e 13 racconti Millemondi 33, Arnoldo Mondadori Editore, Milano 1988
- Chanson Perpetuelle (1978)
- Concepts (1978) trad. it. Medea in Millemondinverno 1989: 2 romanzi brevi e 20 racconti, Millemondi 36, Arnoldo Mondadori Editore, Milano 1989
- The Man Who Had No Idea (1978)
- Mutability (1978)
- The Brave Little Toaster (1980) trad. it. Il bravo piccolo tostapane. Una favola per elettrodomestici in appendice a In una piccola città di Frank Belknap Long, Urania 878, Arnoldo Mondadori Editore, Milano 1981; in La signora degli scarafaggi e altri 22 racconti di Thomas M. Disch, Serie Urania Blu 2, Arnoldo Mondadori Editore, Milano 1984
- The Revelation (1980)
- The Grown-Up (1981)
- Ringtime (1981) trad. it. Anelli magici Omni 5, Alberto Peruzzo Editore, Sesto S. Giovanni 1982
- Understanding Human Behavior (1982)
- Downtown (1983) trad. it. In città in La signora degli scarafaggi e altri 22 racconti di Thomas M. Disch, Serie Urania Blu 2, Arnoldo Mondadori Editore, Milano 1984
- The Forbidden Thought. A Recruitment Tape (1983) trad. it. Il pensiero proibito in appendice a La fossa degli appestati di Mark Ronson, Urania 961, Arnoldo Mondadori Editore, Milano 1984
- Canned Goods (1984)
- Torturing Mr Amberwell (1985)
- The Rapture (1986)
- Palindrome (1987)
- The Audition (A Short Play) (1988) trad. it. L'audizione (Una commedia) in appendice a Dopo la vita (Afterlives, 1986) a cura di Pamela Sargent e Ian Watson, Urania 1124, Arnoldo Mondadori Editore, Milano 1990
- Voices of the Kill (1988)
- The Abduction of Bunny Steiner, or A Shameless Lie (1992) trad. it. Il rapimento di Bunny Steiner ovvero Una menzogna spudorata Isaac Asimov Science Fiction Magazine 3.ns, Phoenix Enterprise Publishing Company, Bologna 1994
- The Burial Society (1993) trad. it. Le sepolture in Millemondiestate 1994: 20 racconti, Millemondi 27, Arnoldo Mondadori Editore, Milano 1994
- One Night, or Scheherazade's Bare Minimum (1993)
- The Man Who Read a Book (1994)
- The Invisible Woman (1995) trad. it. La donna invisibile Isaac Asimov Science Fiction Magazine 12.ns, Phoenix Enterprise Publishing Company, Bologna 1995
- The Owl And the Pussycat (1999) tra. it. Il gufo e il gatto in 999 (999, 1999) a cura di Al Sarrantonio, I Libri della Mezzanotte 5, Sperling & Kupfer, Milano 1999; in 999 (999, 1999) a cura di Al Sarrantonio, Mondolibri, Milano 1999
- In Xanadu (2001) trad. it. A Xanadu in Scorciatoie nello spaziotempo (Year's Best SF 7, 2002) a cura di David G. Hartwell, Millemondi 40, Arnoldo Mondadori Editore, Milano 2005

### Raccolte in prosa
- One Hundred and Two H-Bombs: And Other Science Fiction Stories (1967) trad. it. 102 bombe H Galassia 183, La Tribuna, Piacenza 1973; insieme a Thomas l'incredulo Bigalassia 38, La Tribuna, Piacenza 1977
- Under Compulsion (1968) anche come Fun With Your New Head (negli Stati Uniti, 1971)
- White Fang Goes Dingo: And Other Funny SF Stories (1971)
- Thomas l'incredulo Galassia 170, La Tribuna, Piacenza 1972 - antologia italiana contenente 7 racconti e curata da Galassia; ristampata insieme a 102 bombe H in Bigalassia 38, La Tribuna, Piacenza 1977
- Getting into Death: The Best Short Stories of Thomas M. Disch (1973)
- Getting into Death and Other Stories (1977)
- The Early Science Fiction Stories of Thomas M Disch (1977)
- La signora degli scarafaggi Urania 750, Arnoldo Mondadori Editore, Milano 1978 - antologia italiana curata da Urania contenente 12 dei 17 racconti della raccolta Under Compulsion (1968), con l'aggiunta del racconto Principio d'aprile o fine di marzo (che in originale è presente, ad esempio, nella raccolta Getting into Death del 1973) e della prima parte del racconto La metamorfosi di Franz Kafka
- La stanza vuota Urania 752, Arnoldo Mondadori Editore, Milano 1978 - antologia italiana curata da Urania contenente l'ulteriore racconto di Under Compulsion (1968) intitolato La stanza vuota e altri 7 racconti tutti originariamente reperibili nella raccolta Getting into Death and Other Stories del 1977, oltre alla seconda parte del racconto La metamorfosi di Franz Kafka
- Triplicity (1980)
- Fundamental Disch (1980)
- The Man Who Had No Idea (1982)
- La signora degli scarafaggi e altri 22 racconti: antologia italiana curata da Urania, che riunisce in unico volume le raccolte del 1978 La signora degli scarafaggi e La stanza vuota (sempre includendo La metamorfosi di Kafka), con l'ulteriore aggiunta dei racconti Il bravo piccolo tostapane. Una favola per elettrodomestici e In città; Urania Serie Blu 2, Arnoldo Mondadori Editore, Milano 1984

### Raccolte poetiche
- Highway Sandwiches (con Marilyn Hacker e Charles Platt, 1970)
- The Right Way to Figure Plumbing (1972)
- Haikus of a Pillow (1980)
- ABCDEFG HIJKLM NPOQRST UVWXYZ (1981)
- Burn This (1982)
- Orders of the Retina (1982)
- Here I Am, There You Are, Where Were We (1984)
- Yes, Let's: New and Selected Poems (1989)
- Dark Verses and Light (1991)
- Haikus of an AmPart (1991)
- The Dark Old House (1996)

### Antologie curate
- The Ruins of Earth: An Anthology of Stories of the Immediate Future (1971)
- Bad Moon Rising: An Anthology of Political Forboding (1973)
- The New Improved Sun: An Anthology of Utopian S-F (1975) trad. it. Domani andrà meglio Fantapocket 18, Longanesi & C., Milano 1977
- New Constellations: An Anthology of Tomorrow's Mythologies (con Charles Naylor, 1976) trad. it. Nuove costellazioni. 18 racconti Robot 32, Armenia Editore, Milano 1978
- Strangeness: A Collection of Curious Tales (con Charles Naylor, 1977)

### Saggi e studi critici
- The Castle of Indolence: On Poetry, Poets, and Poetasters (1995)
- The Dreams Our Stuff Is Made of: How Science Fiction Conquered the World (1998)
- The Castle of Perseverance: Job Opportunities in Contemporary Poetry (2001)
- Disch On Sci-fi (2005)